# Kitselaid
Kitselaid est une île d'Estonie faisant partie de la  réserve naturelle des îles de Varbla (et), dans le golfe de Riga. Elle est incluse dans le territoire de la commune de Lääneranna.
D'une superficie de 7,6 hectares, elle a une forme allongée et une surface rocheuse, et ses côtes ont une longueur totale de 1,5 kilomètres. Elle est située à 500 mètres au sud-est de l'île de Selglaid.

### Webographie
- Ressource relative à la géographie :   - Kohanimeregistri